# إيفر ألفارادو
إيفر ألفارادو (بالإسبانية: Ever Alvarado)‏ هو لاعب كرة قدم هندوراسي في مركز الدفاع، ولد في 30 يناير 1992 في El Negrito ‏ في هندوراس. شارك مع منتخب هندوراس لكرة القدم. أما مع النوادي، فقد لعب مع ريال إسبانيا وسبورتينغ كانساس سيتي ونادي ديبورتيفو أوليمبيا.

## وصلات خارجية
- إيفر ألفارادو على موقع الاتحاد الدولي (مؤرشف)  (الإنجليزية)
- إيفر ألفارادو على موقع الدوري الأمريكي (الإنجليزية)
- إيفر ألفارادو على موقع قاعدة بيانات كرة القدم.إي يو (الإنجليزية)
- إيفر ألفارادو على موقع ناشيونال فوتبول تيمز (الإنجليزية)
- إيفر ألفارادو على موقع Soccerway.com (الإنجليزية)
- إيفر ألفارادو على موقع عالم كرة القدم.نت (الإنجليزية)
- إيفر ألفارادو على موقع أوليمبيديا (الإنجليزية)